# Parigi-Tours 1992
La Parigi-Tours 1992, ottantaseiesima edizione della corsa e valevole come decima prova della Coppa del mondo 1992, si svolse l'11 ottobre 1992, per un percorso totale di 286,5 km. Fu vinta dal belga Hendrik Redant, al traguardo con il tempo di 6h07'44" alla media di 46,746 km/h.
Partenza a Parigi con 162 ciclisti di cui 105 portarono a termine il percorso.

## Ordine d'arrivo (Top 10)
| Pos. | Corridore           | Squadra     | Tempo    |
| ---- | ------------------- | ----------- | -------- |
| 1    | Hendrik Redant      | Lotto-Mavic | 6h07'44" |
| 2    | Christian Henn      | Telekom     | a 1"     |
| 3    | Olaf Ludwig         | Panasonic   | a 10"    |
| 4    | Andrej Čmil         | GB-MG Magl. | s.t.     |
| 5    | Laurent Jalabert    | ONCE        | s.t.     |
| 6    | Phil Anderson       | Motorola    | a 33"    |
| 7    | Laurent Brochard    | Castorama   | a 34"    |
| 8    | Frans Maassen       | Buckler     | s.t.     |
| 9    | Maurizio Fondriest  | Panasonic   | s.t.     |
| 10   | Edwig Van Hooydonck | Buckler     | s.t.     |